# Caballeros de la Camelia Blanca

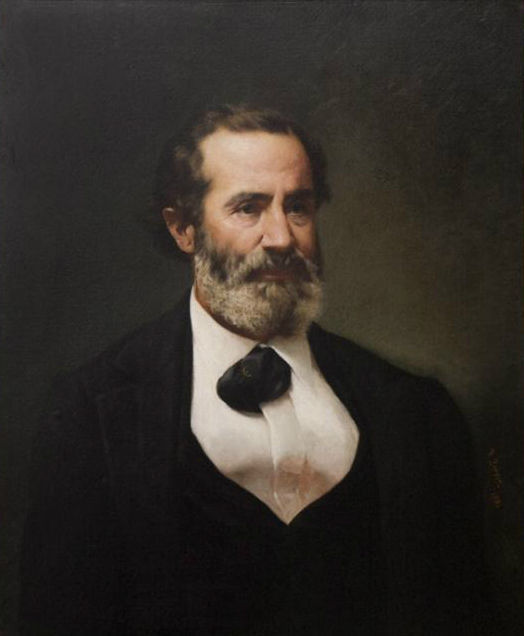
Alcibiades DeBlanc cofundador de los Caballeros de la Camelia Blanca

Los Caballeros de la Camelia Blanca fueron una organización política terrorista estadounidense que operó en el sur de Estados Unidos a finales del siglo XIX. Similar al Ku Klux Klan y asociada a él, apoyaba la supremacía blanca y se oponía a los derechos de los libertos

## Historia
Los Caballeros de la Camelia Blanca (llamados así aparentemente por la camelia, un tipo de flor) fueron fundados por el Coronel del Ejército de los Estados Confederados, Alcibiades DeBlanc, el 22 de mayo de 1867 en Franklin, Luisiana. El autor Christopher Long declaró: "Sus miembros se comprometieron a apoyar la supremacía de la raza blanca, a oponerse a la amalgama de razas, a resistir la invasión social y política de los llamados carpetbaggers, y a restaurar el control blanco del gobierno". El historiador Nicholas Lemann califica a los Caballeros como la principal organización terrorista de Luisiana. Sus tácticas, (que incluían "el acoso, los azotes y a veces el asesinato") "produjeron un reino de terror entre la población negra del estado durante el verano y el otoño de 1868."
Las secciones existían principalmente en la parte sur del Sur Profundo. El historiador George C. Rable señaló que "aunque los republicanos veían pruebas de una conspiración masiva en estos atropellos, en Luisiana, como en otros lugares, los terroristas blancos no estaban organizados más allá del nivel local". A diferencia del Ku Klux Klan, que atraía a gran parte de sus miembros entre los sureños de clase baja (principalmente veteranos de la Confederación), la Camelia Blanca estaba formada principalmente por sureños de clase alta, como médicos, terratenientes, editores de periódicos, doctores y oficiales. También solían ser veteranos confederados, la parte alta de la sociedad antebellum. Comenzó a declinar, a pesar de que realizaron una convención en 1869. Los más agresivos se unieron a la Liga Blanca o a organizaciones paramilitares similares que se organizaron a mediados de la década de 1870. En 1870, los Caballeros de la Camelia Blanca originales habían dejado de existir en su mayoría.

## Legado
En 1939, Time informó de que el antisemita de Virginia Occidental George E. Deatherage se describía a sí mismo como el "comandante nacional de los Caballeros de la Camelia Blanca". En la década de 1990, un grupo del Ku Klux Klan con sede en el este de Texas adoptó el nombre. Según el libro Soldados de Dios, la Camelia Blanca de la nueva era tiene una fuerte influencia en Vidor, Texas. Desde el regreso del nombre Camelia Blanca, también han surgido grupos del Ku Klux Klan llamados "Camelia Blanca" (a veces deletreado Kamelia) en Luisiana y Florida.